# Follow the Leader (Korn)
Follow the Leader är Korns tredje studioalbum, utgivet den 18 augusti 1998.
Follow the Leader är det mest hiphop-inspirerade albumet Korn gjort. På "Children of the Korn" gästsjunger rapparen Ice Cube, på "All in the Family" förolämpar Fred Durst, sångare i bandet Limp Bizkit, och Korns sångare Jonathan Davis varandra och på "Cameltosis" utgörs nästan hela låten av Tre Hardsons rappande.
Låten "Justin" skrev Jonathan efter att ha träffat en cancersjuk pojke vars sista önskan var att träffa just Korn innan han dog.
Den ursprungliga utgåvan börjar med låt nummer tretton. De tolv första låtarna består bara av fem sekunders tystnad och bandet förklarade det här med att nästan alla skivor som görs har ett genomsnitt på tretton låtar, och ville därför göra en skiva med 25 låtar.

## Låtlista
| Nr           | Titel                                                                                    | Längd |
| ------------ | ---------------------------------------------------------------------------------------- | ----- |
| 1.           | It's On!                                                                                 | 4:28  |
| 2.           | Freak on a Leash                                                                         | 4:15  |
| 3.           | Got the Life                                                                             | 3:45  |
| 4.           | Dead Bodies Everywhere                                                                   | 4:44  |
| 5.           | Children of the Korn (featuring Ice Cube)                                                | 3:52  |
| 6.           | B.B.K.                                                                                   | 3:56  |
| 7.           | Pretty                                                                                   | 4:12  |
| 8.           | All in the Family (featuring Fred Durst)                                                 | 4:48  |
| 9.           | Reclaim My Place                                                                         | 4:32  |
| 10.          | Justin                                                                                   | 4:17  |
| 11.          | Seed                                                                                     | 5:54  |
| 12.          | Cameltosis (featuring Tre Hardson)                                                       | 4:38  |
| 13.          | My Gift to You (innehåller det dolda spåret "Earache My Eye", en Cheech och Chong-cover) | 15:42 |
| Total längd: | Total längd:                                                                             | 70:03 |

## Medverkande
- Jonathan Davis – sång, säckpipa
- Fieldy – elbas
- Munky – gitarr
- Head – gitarr
- David Silveria – trummor